# Quercus agrifolia
La quercus agrifolia (Née) è una specie di quercia appartenente alla famiglia delle Fagaceae, originaria della California. Cresce a ovest della catena montuosa della Sierra Nevada, dalla contea di Mendocino a sud fino alla Bassa California settentrionale in Messico.